# Moerisia gemmata
Moerisia gemmata is een hydroïdpoliep uit de familie Moerisiidae. De poliep komt uit het geslacht Moerisia. Moerisia gemmata werd in 1915 voor het eerst wetenschappelijk beschreven door Ritchie. 